# Asperula lilaciflora
Asperula lilaciflora là một loài thực vật có hoa trong họ Thiến thảo. Loài này được Boiss. mô tả khoa học đầu tiên năm 1843.

## Hình ảnh

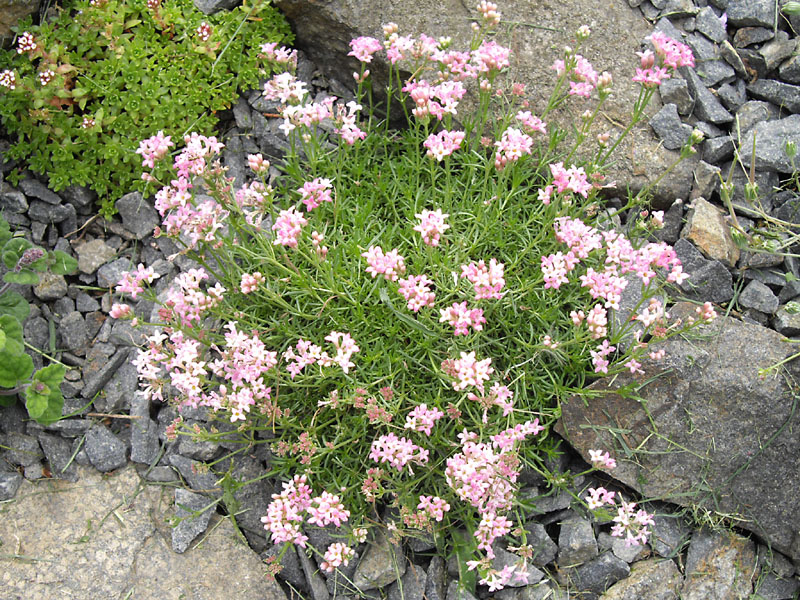